# 凯萨尔·荣·雷亚马吉
凯萨尔·荣·雷亚马吉（1919年—2012年12月17日），尼泊尔政治家，尼泊尔共产党派系的领导人，亲苏派主要的代表人物，晚年思想日趋保守，成为一名保王主义者。

## 生平
雷亚玛吉出生在帕拉帕区坦森。1947年，雷亚玛吉在印度加尔各答建立了马克思主义学习机构，1948年，他担任该机构的总书记。那个时期，雷亚玛吉的亦师亦友者是拉塔纳·拉尔·巴拉敏（Ratna Lal Brahmin）。
1954年，尼泊尔共产党举行第一届党代会，雷亚玛吉当选中央委员会委员。1956年9月，尼泊尔共产党总书记曼·莫汉·阿迪卡里（Man Mohan Adhikari）远赴中华人民共和国参加共产主义大会。普斯巴·拉尔·斯雷斯塔（Pushapa Lal Shrestha）和D·P·阿迪卡里决定竞选总书记，雷亚玛吉表示他有兴趣接任总书记。当雷亚玛吉担任总书记之后，尼泊尔共产党组建了武装力量，同时也出现了分裂，一部分跟随雷亚玛吉，一部分跟随普斯巴·拉尔·斯雷斯塔。
1957年，尼泊尔共产党第二届党代会，曼莫汉·阿迪卡里依然在中华人民共和国治疗皮肤病。与此同时，雷亚玛吉成功当选总书记。1959年，尼泊尔议会选举，雷亚玛吉参加了，但是被人击败。尼泊尔共产党占了4%的席位，选举结束后，他还受到了恐吓。
1960年11月，雷亚玛吉去了苏联莫斯科参加国际共产主义和工人组织大会，1961年1月，雷亚玛吉回到尼泊尔。1961年3月，尼泊尔共产党在印度达尔邦格阿举行会议，会议决定撤销雷亚玛吉的总书记职位，改由D·P·阿迪卡里和沙穆巴拉姆·斯雷斯塔（Shambhuram Shrestha）执掌权力。
1962年4月，普斯巴·拉尔·斯雷斯塔和图尔斯·拉尔·阿玛蒂亚（Tulsi Lal Amatya）举办尼泊尔共产党第三届党代会，但是雷亚玛吉没有参与组织大会，大会把雷亚玛吉开除出尼泊尔共产党。雷亚玛吉和他的追随者组建了新的尼泊尔共产党，而阿玛蒂亚仍旧领导尼泊尔共产党，尼泊尔共产党也分成尼泊尔共产党 (布尔玛)和尼泊尔共产党 (阿玛蒂亚)。
1967年，雷亚玛吉和他的追随者自己举行尼泊尔共产党第三届党代会，他自己担任总书记。1979年，俾斯穆·巴哈杜·曼拉德哈（Bishnu Bahadur Manandhar）和雷亚玛吉产生了矛盾。1981年，曼拉德哈离开了他的政党。
1983年，第五届尼泊尔共产党党代会，雷亚玛吉和克瑞斯纳·拉吉·布尔玛（Krishna Raj Burma）当选总书记。1983年9月，雷亚玛吉变成保皇主义者，同时，他带着追随者又再度组党“尼泊尔共产党 (马特瑞·萨姆哈)”，他自己担任总书记。1986年，“尼泊尔共产党 (马特瑞·萨姆哈)”开除他的党籍。
1990年，雷亚玛吉担任尼泊尔政府的教育部长，在尼泊尔国王手下参加了一些重要会议。1991年，雷亚玛吉和他的组织参加议会选举，获得8个席位。
1990年后，雷亚玛吉参与王家政变，成成保王派，一直与尼泊尔国王合作。后来，雷亚玛吉组建了一个保王主义组织“秘密保皇委员会”（Royal Privy Council），担任主席。
2002年11月13日，尼泊尔共产党 (毛主义)攻击雷亚玛吉的住所，2003年11月，雷亚玛吉在他的住所受到攻击。
2012年，雷亚玛吉去世。